# Greencastle (Missouri)
Greencastle è un comune degli Stati Uniti d'America, situato nello Stato del Missouri, nella contea di Sullivan.